# Кайгородово (Челябинская область)
Кайгоро́дово — село в Сосновском районе Челябинской области, входит в состав Алишевского сельского поселения. Находится на правом берегу реки Миасс, в 20 км западнее областного центра города Челябинска. 

## История
Старинное поселение, известно до 1763 года. В XIX веке казачий посёлок.  Согласно одной версии, название произошло от малой родины деревни Кайгородовой Шадринского уезда, по другой версии — от фамилии первопоселенцев Кайгородовых.
Жители занимались сельским хозяйством и привлекались к вспомогательным работам на горных заводах по оброку. По закону 1840 года крестьяне Кайгородова были зачислены в казачье сословие в составе Челябинского юрта третьего военного отдела Оренбургского казачьего войска.
К 1900 году, в Кайгородове были построены водяная мельница и школа. По данным статистики, в 1926 году Кайгородово являлось центром сельсовета, а в последующие годы числилось в Полетаевском сельсовете. В 1929 году жители организовали колхоз «Красная Звезда», который впоследствии вошёл на правах отделения в состав совхоза «Трубный». Позднее на территории Кайгородове размещалось Челябинское опытно-производственное хозяйство, ныне крестьянское (фермерское) хозяйство.
В селе есть клуб и начальная школа..

## Транспорт
Через село проходит региональная автомобильная дорога 75К-205 Обход города Челябинска. Ближайшая железнодорожная станция Полетаево, расположена в 10 км южнее Кайгородова.

## Население
| 2002 | 2010 |
| ---- | ---- |
| 367  | ↘287 |

В начале XIX века Кайгородово насчитывало 18 дворов со 112 жителями; в 1866 году — 82 двора, 549 жителей; в 1900 году — 538 жителей; действовали школа, водяная мельница; в 1916 году — 820 жителей, посёлок Челябинского станичного юрта; в 1926году — 173 двора, 783 жителей. 
В послевоенный период являлось место расположения отделения совхоза «Трубный», а затем Челябинского опытно-производственного хозяйства. К концу XX века население Кайгородово уменьшилось до 417 жителей в 1970 году и до 265 — в 1983 году. В начале XXI века население выросло: в 1997 году в селе проживало 300 человек.